# Bürstenmassage

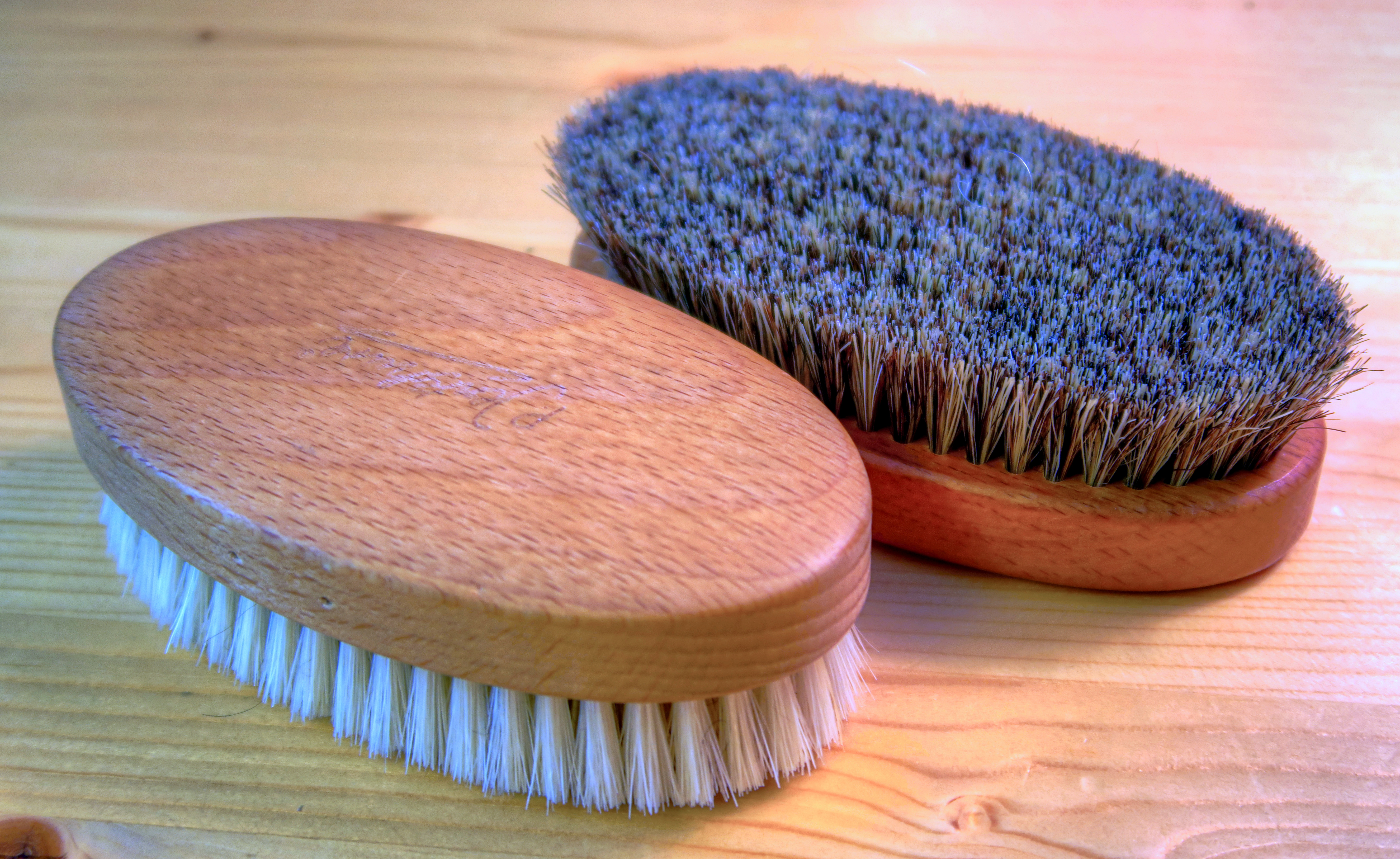
Massagebürsten mit Pflanzenfasern und Rosshaar-Pflanzenfasermischung

Eine Bürstenmassage ist eine manuelle Massage mit Hilfe einer geeigneten Körperbürste aus Naturborsten, mit einem Luffaschwamm oder Massageprodukten aus Naturfasern wie Sisal. 

## Anwendung
Die klassische Bürstenmassage wird trocken („Trockenmassage“) ausgeführt. Die Massage erfolgt mittels kreisenden oder streichenden Bewegungen zur Körpermitte, wobei an den Unterschenkeln begonnen wird.
Das Bürsten der Haut regt den Kreislauf an, reguliert den Blutdruck und soll anregend auf die Organe wirken. Gleichzeitig handelt es sich dabei um ein Peeling der Haut.
Eine Variante der Bürstenmassage ist ein Bürstenbad in der Badewanne bei einer Wassertemperatur von 36 bis 38 °C. Die Dauer beträgt 15 Minuten.
Das Bürstenbad ist indiziert bei leichteren Leistungsschwächen des Herz-Kreislaufsystems, Bluthochdruck, peripheren Durchblutungsstörungen, Rekonvaleszenz nach Krankheiten, gestörter Hautfunktion und Hautkrankheiten.
Eine Bürstenmassage ist Teil der Öldispersionsbadetherapie der anthroposophischen Medizin.
Es wird empfohlen mit der Trockenbürstenmassage an der rechten Fußsohle zu beginnen, um dann über Unter- und Oberschenkel fortzufahren. Nach dem linken Bein folgen die Arme, die nach dem gleichen Prinzip, beginnend bei der rechten Hand gebürstet werden. Im Anschluss an den Brustbereich wird der Bauch in kreisenden Bewegungen, dem Dickdarmverlauf folgend, gebürstet. Die Gesamtdauer der Trockenbürstung sollte unter 10 Minuten liegen.